# Цебрий, Александр Владимирович
Александр Владимирович Цебрий (укр. Олександр Володимирович Цебрій; 4 июня 1974, Умань — 24 июля 2024, Новодонецкое) — украинский предприниматель и общественный деятель, мэр Умани в 2015—2020 годах, военнослужащий Вооружённых сил Украины, участник российско-украинской войны, погибший в ходе российского вторжения в Украину. Герой Украины (2024, посмертно).

## Биография
Родился 4 июня 1974 года в городе Умань. В 1992 году окончил Уманский кооперативный техникум. С 1996 по 2004 год занимался предпринимательской деятельностью, а с 2005 по 2014 год возглавлял ООО «Круиз-Авто». В 2015 году получил степень магистра экономики предприятия в Уманском государственном педагогическом университете имени Павла Тычины.
С 2010 по 2014 год был депутатом Уманского городского совета VI созыва и возглавлял постоянную комиссию по вопросам развития производства, предпринимательства, инвестиционной и внешнеэкономической политики. 18 марта 2014 года избран секретарём Уманского городского совета, а с 30 мая 2014 года исполнял обязанности мэра города. 25 октября 2015 года был избран мэром Умани и приступил к исполнению обязанностей 18 ноября того же года. В 2020 году выступал против массового паломничества хасидов в Умань из-за пандемии COVID-19.
С началом полномасштабного вторжения России в Украину в 2022 году Цебрий добровольно вступил в ряды Вооружённых сил Украины. Служил младшим сержантом, командиром пулемётного взвода и штурмовой группы в 58-й отдельной мотопехотной бригаде имени гетмана Ивана Выговского. Погиб 24 июля 2024 года в бою возле посёлка Новодонецкое Волновахского района Донецкой области. Похоронен 27 июля 2024 года в родном городе Умань на Аллее Героев.

## Награды
- Звание «Герой Украины» с удостоением ордена «Золотая Звезда» (5 декабря 2024, посмертно) — за личное мужество и героизм, проявленные в защите государственного суверенитета и территориальной целостности Украины, верность военной присяге[1].
- Орден «За мужество» III степени (7 марта 2024) — за личное мужество и самоотверженные действия, проявленные в защите государственного суверенитета и территориальной целостности Украины, верность военной присяге[2].